# Eublemma antoninae
Eublemma antoninae is een vlinder van de familie van de spinneruilen (Erebidae). De wetenschappelijke naam van deze soort is voor het eerst voorgesteld door H. Nagaraja en Sudha Nagarkatti in een publicatie uit 1970.
De soort komt voor in India (Karnataka).